# Жервиньо
Жервѐ Ломб Я̀о Куасѝ (на френски: Gervais Lombe Yao Kouassi), роден на 27 май 1987 г., по-известен като Жервѝньо, е бивш футболист от Кот д'Ивоар, играл като нападател или крило.

## Клубна кариера

### Младежка кариера
Жервиньо е роден в Anyama. Започва кариерата си в прочутата АСЕК Абиджиан младежка академия, където той прекарва пет години. Там получава прякора си „Жервиньо“, произлизащ от първото му име Жерве. След това, той се премества в Кот д'Ивоар, където става и професионален играч.
Жервиньо играе и за белгийския отбор ФК Беверен.

### Льо Ман
В края на сезон 2006 – 07 Жервиньо преминава във френския Льо Ман, където изиграва 59 мача и вкарва 9 гола.

### Лил
На 21 юли 2009 г., Жервиньо се присъединява към отбора на Лил за около 6 милиона евро (8,5 милиона долара) и подписва тригодишен договор. Жервиньо вкарва 13 гола в 32 мача в дебютния си сезон за клуба. Той вкарва 18 гола през втория си сезон в отбора и помага на Лил да спечели Лига 1 за първи път от 56 години на сам. В края на сезона, Жервиньо е свързван с клубове като Арсенал, Пари Сен Жермен, Атлетико Мадрид и Нюкасъл Юнайтед.

### Арсенал
На 12 юли 2011 г. Жервиньо преминава от Лил в Арсенал за около 10.7 милиона паунда. Той вкара първия си гол срещу ФК Блекбърн Роувърс и след това Арсенал губи мача с 4:3. На 23 октомври 2011 г. Жервиньо допринася за победата над ФК Стоук Сити с 3:1 като се отличава с гол и две асистенции.

### Рома
През 2013 г. се присъединява към италианския Рома.

## Национален отбор
Жервиньо е бил капитан на Кот д'Ивоар до 21-годишна въздраст.
За първи път той получава повиквателна за приятелките мачове срещу Ангола и Катар през ноември 2007 г., и впоследствие взима участие и в Купата на африканските нации в Гана през 2008 г. Той представлява страната си в олимпийските игри през 2008, където той е и капитан. След като Кот д'Ивоар губи първия си мач срещу Аржентина, Жервиньо вкарва гол и прави две асистенции при победата над Сърбия с 3:2. На 15 януари 2010 г., Жервиньо вкара третия си международен гол в мач за Купата на африканските нации в груповата фаза срещу Гана. Жервиньо изиграва три мача като резерва в квалификациите за Световната купа през 2010 г. и вкарва два пъти. На 15 юни 2010 г., той изиграва първия си мач в Световната купа. Играе 82 минути за Кот д'Ивоар в първия мач в група G срещу Португалия, който завършва 0 – 0.

## Статистики
Статиктиките са валидни до 29 септември 2011 г.
| Отбор             | Сезон             | Първенство | Първенство | Първенство | ФА къп | ФА къп | ФА къп | Купата на лигата | Купата на лигата | Купата на лигата | Европа | Европа | Европа |
| Отбор             | Сезон             | Мачове     | В.Г.       | А.         | Мачове | В.Г.   | А.     | Мачове           | В.Г.             | А.               | Мачове | В.Г.   | А.     |
| ----------------- | ----------------- | ---------- | ---------- | ---------- | ------ | ------ | ------ | ---------------- | ---------------- | ---------------- | ------ | ------ | ------ |
| Льо Ман           | 2007 – 08         | 26         | 2          | 5          | 4      | 4      | 0      | 0                | 0                | 0                | 30     | 36     | 5      |
| Льо Ман           | 2008 – 09         | 33         | 7          | 3          | 4      | 1      | 0      | 0                | 0                | 0                | 37     | 8      | 3      |
| Общо              | Общо              | 59         | 9          | 8          | 8      | 5      | 0      | 0                | 0                | 0                | 67     | 44     | 8      |
| Лил               | 2009 – 10         | 32         | 13         | 4          | 0      | 0      | 0      | 8                | 5                | 0                | 40     | 18     | 5      |
| Лил               | 2010 – 11         | 35         | 15         | 10         | 8      | 3      | 0      | 10               | 0                | 0                | 53     | 15     | 10     |
| Общо              | Общо              | 67         | 28         | 14         | 8      | 3      | 0      | 18               | 5                | 0                | 93     | 33     | 15     |
| Арсенал           | 2011 – 12         | 9          | 2          | 4          | 0      | 0      | 0      | 6                | 0                | 2                | 15     | 2      | 6      |
| Общо              | Общо              | 9          | 2          | 4          | 0      | 0      | 0      | 6                | 0                | 2                | 15     | 2      | 6      |
| За цялата кариера | За цялата кариера | 135        | 39         | 26         | 16     | 8      | 0      | 24               | 5                | 2                | 175    | 79     | 29     |

А – Асистенции; В.Г – Вкарани голове.

## Отличия

### Клуб
Лил
- Лига 1: 2010 – 11
- Купа на Франция: 2011